# Davis Island, Västantarktis
Davis Island är en ö i Antarktis. Den ligger i havet utanför Antarktiska halvön, i ett område som Argentina, Chile och Storbritannien gör anspråk på.